# She’s Madonna (Robbie Williams-dal)
A She’s Madonna című dal Robbie Williams brit énekes kislemeze (Rudebox című albumáról), amely 2007. március 5-én jelent meg. A kislemezen közreműködik a Pet Shop Boys. A dal egy szerelmes dal, amely Madonnához szól.
A kislemez bemutatója egy európai rádióban volt 2007 január végén, megelőzve márciusi megjelenését, a dal az első helyre került az European Airplay Charton, azután pedig négy hétig volt a második helyen.
A dal nem ért el magas helyezést a brit kislemez listán, csak a 16. helyig jutott. Máshol sikeresebb volt, a második helyen végzett Hollandiában, Csehország IFPI listáján, harmadik lett Spanyolországban, Olaszországban és Lettországban. Negyedik helyezést ér el Németországban és Franciaországban.
Megállapodás született arról, hogy a She’s Madonna nem fog Latin-Amerikában megjelenni. Ennek ellenére a kislemez digitálisan letölthető formában megjelent Mexikóban, négy különböző formátumban, ezen kívül a rádiók is sugározták limitáltan és néhány héttel azután, hogy elkezdték árulni a kislemezt, a dal a 99. helyre került Mexikó slágerlistáján, aztán a 61. helyig jutott fel. A dal video-ja Brazília MTV Brazil csatornáján és más brazil zenei csatornákon is megjelent.
Egy rövid ideig a dal exkluzív remixe (Dark Horse Remix) is elérhető volt Williams hivatalos honlapján, ez máshol nem volt elérhető.

## Története
A She’s Madonna című dalt egy beszélgetés inspirálta, amely Guy Ritchie volt barátnője, Tania Strecker és Robbie Williams között zajlott arról, ahogy Ritchie elhagyta Taniát Madonna kedvéért - Strecker szerint ez így hangzott el Ritchie szájából: "Nézd, tudod, hogy tényleg szeretlek, de ő Madonna." A BBC Top of the Pops weboldala szerint Williams lejátszotta a dalt Madonnának nem sokkal azután, hogy megírta, és Madonna pozitívan reagált. A The Sun brit napilap szerint Williams azt akarta, hogy Madonna szerepeljen mellette a videoban, de Guy Ritchie, aki akkoriban Madonna férje volt (a pár 2008 novemberében elvált) ellenezte ezt, mivel a dalban ez a szöveg szerepel: "Szeretlek kedves, de nézd, ő Madonna / Egy férfi sem mondaná a Földön, hogy nem akarja őt" - ezek a sorok hozzájárultak ahhoz, hogy Ritchie elhagyta Tania Streckert Madonnáért.
Williams maga ezt így kommentálta:
"Mindenesetre, ha bárki megkérdezi...Egyáltalán nincs semmilyen rejtett szándéka a dalnak, mindig is kedveltem Madonnát."
A dal zenéjét a Kraftwerk együttes dala, a Tour de France inspirálta. Williams mondta erről:
Lejátszottam ezt a dal és azt mondtam: "Ez tetszik, tudnánk mi is valami hasonlót csinálni, azért nem pont ugyanezt?" aztán minden nagyon gyorsan összejött.
A She’s Madonna vita tárgya lett, mert Ashley Hamilton amerikai színész panaszkodott, hogy ő ment oda Williams-hez a dal ötletével.

## Trivia
A dal végén hallható "halandzsa" egy kitalált nyelv, amely a Channel 9 televíziós csatorna brit comedy show-jából, a The Fast Show-ból származik.

## Video
A dal videóklipjét Los Angelesben rögzítették, Williams mint egy transzvesztita tűnik fel felékszerezve, egy nightklubban szerepel transzvesztiták előtt. Több híres transzvesztita is szerepel a klipben (Alexis Arquette, Chi Chi LaRue). A videóklipet Johan Renck rendezte, aki Madonna két korábbi videojának, a Nothing Really Matters-nek (1999) és a Hung Up-nak (2005) volt a rendezője.

## Különböző kiadások és számlista
A She’s Madonna című dal alábbi formátumai jelentek meg:
UK CD kislemez (2 dal)

(Megjelent: 2007. március 5.)
1. "She’s Madonna" - 4:16
2. "Never Touch That Switch" [Switch Remix] - 5:06

UK CD Maxi

(Megjelent: 2007. március 5.)
1. "She’s Madonna" - 4:16
2. "She’s Madonna" [Chris Lake Remix] - 5:43
3. "She’s Madonna" [Kris Menace Vocal Re-Interpretation] - 4:25
4. "She’s Madonna" [Kris Menace Dub] - 5:37

UK DVD
1. "She’s Madonna" Music Video
2. Interjú és fotók
3. "Never Touch That Switch" [Nightmares Remix] Audio
4. "Never Touch That Switch" [Dark Horse Remix] Audio

## Helyezések
| Slágerlista (2007)                            | Legmagasabb helyezés |
| --------------------------------------------- | -------------------- |
| Hollandia Top 40                              | 2                    |
| Szlovákia IFPI Chart                          | 2                    |
| Spanyolország kislemez listája                | 3                    |
| Olaszország kislemez listája                  | 3                    |
| Litvánia Airplay Top                          | 3                    |
| Németország Top 100 kislemez                  | 4                    |
| Franciaország kislemez listája                | 4                    |
| Magyarország Rádiós Top 40 játszási listája   | 7                    |
| Törökország Top 20 lista                      | 8                    |
| Új-Zéland                                     | 8                    |
| Oroszország Airplay Chart                     | 8                    |
| Svédország Top 60 kislemez                    | 8                    |
| Svájc Top 100 kislemez                        | 8                    |
| Amerikai Egyesült Államok Hot Dance Club Play | 12                   |
| Dél-Afrika                                    | 12                   |
| Szingapúr                                     | 12                   |
| Ausztria kislemez listája                     | 14                   |
| Egyesült Királyság kislemez listája           | 16                   |
| Finnország Top 20 kislemez listája            | 20                   |
| Görögország                                   | 25                   |
| Románia kislemez listája                      | 35                   |
| Írország Top 100 kislemez                     | 38                   |
| Mexikó Top 100 kislemez listája               | 61                   |